# Magistère (grand maître)
Magistère vient du latin magisterium, mot qui désigne la qualité du magister, « le maître ». Le mot magistère désigne l’autorité du maître ou ceux qui la détiennent. Le magistère, autorité du grand maître, est donnée par sa fonction, sur les membres de certains ordres religieux militaires comme l'ordre de Saint-Jean de Jérusalem, l'ordre Teutonique ou l'ordre souverain de Malte.